# 2613-as mellékút (Magyarország)
A 2613-as számú mellékút egy 27 kilométeres hosszúságú, négy számjegyű mellékút Borsod-Abaúj-Zemplén vármegye északi részén, a Cserehát nyugati határvidékén.

## Nyomvonala
A 27-es főútból ágazik ki, annak 30+500-as kilométerszelvénye  közelében, Szalonna központjában, északkelet felé. Kezdeti szakasza a Rákóczi út nevet viseli, majd hamarosan kelet-délkeleti irányba kanyarodik, itt Petőfi út néven húzódik, amíg ki nem ér a faluból. Az 1+700-as kilométerszelvénye közelében éri el a Rakaca-víztároló gátját, ettől kezdve kilométereken át a tó partja közelében halad.
A 2+800-as kilométerszelvénye közelében ágazik ki belőle a Martonyira vezető 26 123-as út, majd elhalad Szalonna üdülőtelepe és Karolamajor településrésze mellett, az előbbi déli, utóbbi délnyugati szélén, itt dél felé kanyarodik. 5 kilométer megtétele után eléri Meszes község határát, a folytatásban, a víztároló keleti végéig a két település határvonalán húzódik. Csak 6,5 kilométer után hagyja el teljesen Szalonna területét.
Meszes központján Fő utca néven halad végig, itt délkeleti irányt követve, majd többször élesen váltja irányát a következő kilométereken. Rakacaszend a következő, útjába eső település, aminek központja a 13. kilométere közelében található. A folytatásban Rakaca településre ér, itt torkollik bele, a 18+800-as kilométerszelvénye közelében a 2614-es út, bő 17 kilométer megtétele után.
A 21. kilométere után már Szászfa területén halad, a község déli szélét a 23+600-as kilométerszelvénye közelében éri el; itt ágazik ki belőle északi irányban a Pamlény és Keresztéte felé vezető 26 124-es út. A 26. kilométerénél található Krasznokvajda központja, ezen a településen is végighúzódik. A 2624-es útba torkollva ér véget, annak 27+600-as kilométerszelvénye közelében, deltacsomóponttal, Krasznokvajda keleti külterületén. A két út találkozási pontjától csak néhány méterre, de már a 2624-esből ágazik ki északi irányban a Perecsére vezető 26 126-os út.
Teljes hossza az országos közutak térképes nyilvántartását szolgáló kira.gov.hu adatbázisa szerint 27,070 kilométer.

## Települések az út mentén
- Szalonna
- Meszes
- Rakacaszend
- Rakaca
- Szászfa
- Krasznokvajda